# Heinrich Mahlke
Heinrich Mahlke (* 9. Mai 1851 in Dankensen; † 18. August 1921 in Flensburg) war Schneidermeister und Mitglied des Deutschen Reichstags.

## Leben
Mahlke besuchte die Volksschule zu Dankensen in der Altmark. Er erlernte das Schneiderhandwerk in Hamburg, bereiste als Handwerksgeselle Mitteldeutschland, Süddeutschland, Österreich und die Schweiz und etablierte sich 1889 in Flensburg. Von 28. Mai 1874 bis 1. Oktober 1876 diente er beim Schleswig-Holsteinschen Dragoner-Regiment Nr. 13 in Flensburg.
1872 wurde er Mitglied des ADAV. In Flensburg war er lange Zeit der führende Kopf der Sozialdemokraten, auch während der Zeit der Sozialistengesetze. 1890 und 1893 kandidierte er bei den Reichstagswahlen im Wahlkreis Flensburg-Apenrade, unterlag aber beide Male gegen den nationalliberalen Reeder und Kaufmann Michael Jebsen aus Apenrade. In einer Nachwahl 1902 im Wahlkreis Hadersleben-Sonderburg war er ebenfalls erfolglos. 1903 trat er in beiden genannten Wahlkreisen nochmals an und gewann dieses Mal den Wahlkreis Provinz Schleswig-Holstein 2 Apenrade, Flensburg gegen den Antisemiten Friedrich Raab. Im Reichstag hielt er nie eine Rede und stellte sich 1907 nicht wieder zur Wahl.
Seit 1903/1904 war er hauptamtlicher Vorsitzender der Krankenkasse Vorwärts.